# Kilmokit
Kilmokit war eine dreiköpfige österreichische Boygroup. Sie wurde Ende 2011 im Rahmen der ersten österreichischen Staffel der Castingshow Popstars zusammengestellt.

## Geschichte

### Gründung beiPopstars
Unter dem Motto Mission Österreich fand die Castingshow Popstars im Herbst 2011 erstmals in Österreich statt. Die Jury bestand aus dem Choreografen Detlef Soost und der Sängerin Fernanda Brandão.
Nach Ende einer Castingrunde wurde beim Recall entschieden, welche der 50 Kandidaten in das Bandhaus in Biberwier einziehen. Die Jury entschied sich für zehn Teilnehmerinnen und neun Teilnehmer. Hier wurden die Kandidaten von der Vocalcoachin Kate Hall und von der Tanztrainerin Anna Demel unterrichtet. Im Gegensatz zu den Staffeln in anderen Ländern wurden bereits zu Beginn der Bandhausphase die beiden Bands Kilmokit und BFF gegründet und vorläufig besetzt. Die Teilnehmer, die nicht in die Band kamen, traten danach als so genannte Herausforderer an und kämpften in Gesangsduellen um einen Platz in der Band. Die Jury hatte acht Austauschmöglichkeiten für beide Bands.
Im Finale am 4. Dezember 2011 setzte sich Kilmokit im Televoting gegen die Girlgroup BFF durch.

### Plattenvertrag
Die Mitglieder der Band erlangen durch den Gewinn bei Popstars einen Labelvertrag mit Sony Music Austria in der Höhe von 100.000 Euro. Seit 5. Dezember ist ihr erstes Album mit dem Namen Atemlos erhältlich. Das Album erreichte Platz 40 der österreichischen Charts.
Im März konnten die Fans bestimmen welches Lied die zweite Single wird. Zur Auswahl standen Zurück zu dir und Funkenregen, letzteres gewann die Entscheidung. Funkenregen wurde anschließend jedoch nur als Radio-Single veröffentlicht.
Im Februar 2013 hatte die Band ihren bislang letzten Auftrittstermin. Seit April 2013 widmen sich die Bandmitglieder neuen Projekten. So gründete Patrick Freystätter die Band Yuno, mit der er Anfang Mai die Single Jetzt bist du hier veröffentlichte. 2015 nahm er genau wie Florian Schindler bei Deutschland sucht den Superstar teil. Beide schieden allerdings im Recall aus. Chris Aguilar ist derzeit der Lead-Sänger des Band NeoN und tritt regelmäßig in den Musicals des Englischen Theaters auf.

## Diskografie

### Alben
- 2011: Atemlos

### Singles
- 2011: So hell wie die Sonne